# Opération Cybersnare

L’opération Cybersnare est une opération des services secrets des États-Unis de 1995 visant des pirates informatiques.
En janvier 1995, les services secrets ont mis en place un système de babillard électronique sous couverture dans le comté de Bergen, New Jersey. Ce fut la première attaque Internet secrète de ce type. Avec l'aide d'un informateur infiltré, ils ont annoncé le tableau d'affichage sur Internet. Les sujets de discussion étaient le clonage de téléphones cellulaires et le piratage informatique. 
En septembre, douze raids à travers le pays ont abouti à l'arrestation de six pirates. D'après le communiqué de presse, les personnes arrêtées étaient: 
- Richard Lacap, de Katy, au Texas , qui utilisait le pseudonyme de "Chillin" et Kevin Watkins, de Houston, au Texas , qui utilisait le pseudonyme de "Led".  Lacap et Watkins ont été inculpés pour conspiration par effraction dans le système informatique d'une compagnie de téléphone cellulaire Oregon.
- Jeremy Cushing, de Huntington Beach , en Californie , qui utilisait le pseudonyme "Alpha Bits", a été inculpé de trafic de matériel de téléphonie cellulaire cloné et de dispositifs d'accès volés utilisés pour programmer des téléphones cellulaires.
- Frank Natoli, de Brooklyn , New York , a utilisé le pseudonyme informatique de "Mmind".  Il a été accusé de trafic de dispositifs d'accès volés utilisés pour programmer des téléphones cellulaires.
- Al Bradford, de Detroit , dans le Michigan , qui utilisait le pseudonyme de "Cellfone", a été accusé de trafic de dispositifs d'accès non autorisés utilisés pour programmer des téléphones cellulaires.
- Michael Clarkson, de Brooklyn, dans l'État de New York, qui utilisait le pseudonyme de "Barcode", a été accusé de possession et de trafic de matériel utilisé pour obtenir un accès non autorisé à des services de télécommunication.

## Sources
- PMF, un pirate britannique en Amérique
- Jeffrey Gold, "Internet Sting Operation condamne six personnes à tenter de vendre des données volées" , Associated Press , 11 septembre 1995
- Geoff Boucher, "Le pirate informatique pris au piège dans Cyber-Sting   : Technologie: L’homme de Huntington Beach est l’un des six hommes arrêtés dans un complot présumé visant à voler des codes de carte de crédit et de téléphone cellulaire. "  , Los Angeles Times , 12 septembre 1995
- Geoff Boucher, "L'affrontement en ligne", dit le Cyber-Sleuth Squad , dans le Los Angeles Times du 13 septembre 1995.
- Clifford J. Levy, "Les services secrets vont en ligne et après les pirates" , New York Times , 12 septembre 1995
- Reily Gregson, "Le service secret s'attaque à la fraude cellulaire à la source , arrête les pirates informatiques" , RCR Wireless , 18 septembre 1995
- Communiqué de presse de la CTIA: "Une industrie des services sans fil salue les services secrets américains" , 11 septembre 1995.  (Archivé)